# Laurent Burtz
Laurent Burtz (Bourgoin-Jallieu, 25 de abril de 1973) es un deportista francés que compitió en piragüismo en la modalidad de eslalon. Ganó una medalla de bronce en el Campeonato Europeo de Piragüismo en Eslalon de 2000, en la prueba de K1 individual.

## Palmarés internacional
| Campeonato Europeo | Campeonato Europeo | Campeonato Europeo | Campeonato Europeo |
| Año                | Lugar              | Medalla            | Competición        |
| ------------------ | ------------------ | ------------------ | ------------------ |
| 2000               | Mezzana (Italia)   | Medalla de bronce  | K1 individual      |